# 天津师范大学国际女子学院
天津师范大学国际女子学院，简称天津师大国女学院或国女学院，是天津师范大学于1993年创办的全国首个公有民办二级学院。目前已撤销。
学院的目标是培养适应国内外人才市场需求、具有较高的综合素质和技能的国际通用型女性人才。

## 历史
- 1993年，该学院成立，它是公有民办二级学院的首次尝试，以公立学校为母体，引入民间资本，独立运营。该学院建立的直接原因是天津师范大学本身作为师范类院校，希望延伸非师范类专业，但迫于体制限制无法实现。[1]
- 2007年，该学院的播音与主持艺术专业并入天津师范大学新闻传播学院，艺术设计专业、艺术学院美术学、艺术设计等专业并入天津师范大学美术与设计学院。